# Prodotto a tabacco riscaldato non bruciato
Un dispositivo a tabacco riscaldato non bruciato (in inglese: heated tobacco product) è un dispositivo che impiega il riscaldamento e non la combustione del tabacco per far assumere nicotina al consumatore. Il sistema riscalda infatti il tabacco fino a circa 350 °C generando un aerosol che contiene la nicotina. Onde evitare di provocare un cambiamento troppo radicale nelle abitudini del consumatore, questi prodotti hanno un design simile a quello dei loro corrispettivi a combustione.
Le ricerche effettuate fino ad oggi sono, a detta dell'Organizzazione mondiale della sanità, ancora troppo poche per costituire una prova del minor rischio per la salute derivante dall'uso di questi prodotti. Dal canto loro, i produttori dichiarano che gli HNB sono meno dannosi delle sigarette tradizionali e, sebbene, come detto, gli studi al riguardo siano ancora pochi, istituti quali l'Istituto nazionale per la salute pubblica e l'ambiente dei Paesi Bassi (RIVM) hanno dichiarato che i dispositivi a tabacco riscaldato non bruciato sembrano in effetti essere meno pericolosi e ciò sembra poter essere desunto anche da ricerche svolte in collaborazione dal Centro antifumo dell'Istituto Nazionale dei Tumori di Milano e dalla University of Southern California di Los Angeles. Ciononostante, altri studi indipendenti, come quello pubblicato nel maggio 2017 dall'Università di Berna sul Journal of the American Medical Association - Internal Medicine, sembrano aver accertato che il fumo di uno di questi dispositivi, l'IQOS, contiene livelli di volatili organici equiparabili a quelli del fumo delle sigarette tradizionali e addirittura un livello di acenaftene, un idrocarburo policiclico aromatico, maggiore.
I dispositivi a tabacco riscaldato non bruciato furono lanciati sul mercato per la prima volta nel 1988 ma non ebbero successo. Oggi però, con la diffusione sempre maggiore delle sigarette elettroniche e con la crescente insoddisfazione dei consumatori di queste per via della mancanza, o della diminuzione, del cosiddetto "colpo in gola" (in inglese: "throat hit"), ossia la sensazione fisica che si prova in fondo alla gola quando si fa passare il fumo dalla bocca ai polmoni, i dispositivi a tabacco riscaldato potrebbero recuperare fette di mercato. Proprio per questo motivo le grandi multinazionali del tabacco hanno deciso, negli ultimi anni, di investire parecchie risorse nel settore.

## Effetti sulla salute
Le dichiarazioni a sostegno di un rischio minore per la salute derivante dall'utilizzo dei prodotti a tabacco riscaldato rispetto a quello della tradizionali sigarette, sono quasi totalmente basate su ricerche finanziate dalle compagnie del tabacco. Gli studi indipendenti al riguardo sono, infatti, ancora troppo pochi per poter costituire una prova inoppugnabile. Come detto, però, alcune ricerche effettuate da istituti prestigiosi, quali il RIVM e il Centro antifumo dell'Istituto Nazionale dei Tumori italiano, sembrano dare ragione alle multinazionali del tabacco. Naturalmente i toni delle pubblicazioni di tali istituti sono meno entusiastici di quelli dei produttori dei dispositivi e tutti i soggetti coinvolti, come Carlos Jiménez, direttore del reparto ricerca dell'associazione spagnola di pneumologia e chirurgia toracica, sottolineano con fermezza il fatto che questi prodotti sono comunque pericolosi per la salute.
Anche la Action on Smoking and Health, un'associazione di organizzazioni di beneficenza autonome che cerca di sensibilizzare l'opinione pubblica mondiale sui rischi relativi al fumo, ha ribadito nel 2016 che, data la "lunga storia di inganni dell'industria del tabacco" circa i danni alla salute provocati dal fumo, è importante condurre studi indipendenti sui rischi per la salute derivanti dall'uso di questi prodotti.
Secondo uno studio indipendente effettuato a maggio 2017 dall'Università di Berna sull'IQOS il suo fumo contiene livelli di volatili organici equiparabili a quelli del fumo delle sigarette tradizionali e addirittura un livello di acenaftene, un idrocarburo policiclico aromatico, maggiore.

## Storia

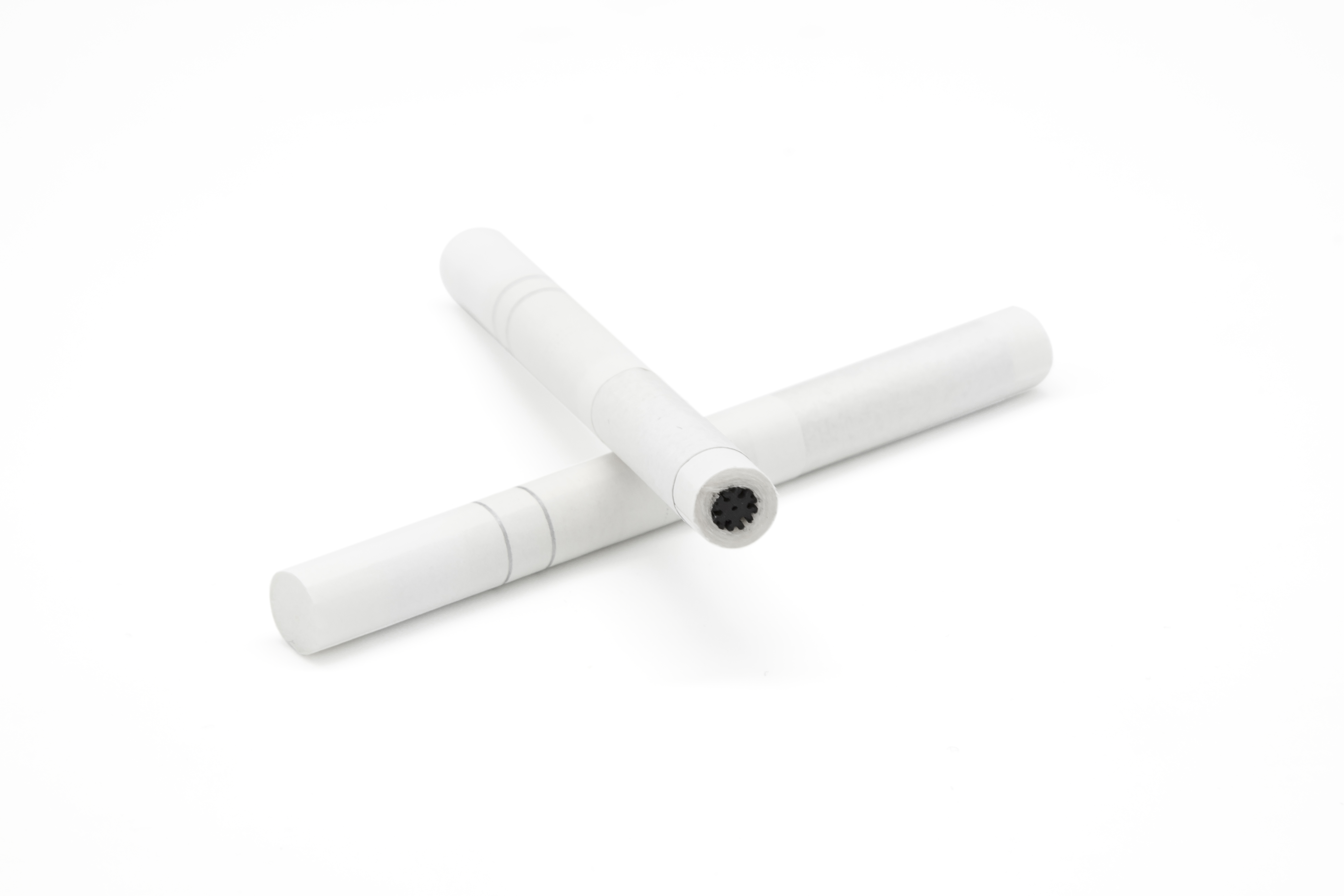
Steam Hot One, una variante giapponese del dispositivo Eclipse creata dalla Japan Tobacco.

Il primo dispositivo a tabacco riscaldato non bruciato fu immesso sul mercato nel 1988 dalla R.J. Reynolds con il nome di Premier. Di fatto, esso fu in effetti un fiasco, infatti, nonostante fosse del tutto simile a una sigaretta senza fumo, il dispositivo risultò difficile da usare e molti fumatori furono del tutto insoddisfatti del gusto. Il Premier aveva, come detto, la forma di una sigaretta; quando veniva riscaldata la punta di carbone, questa, bruciando senza fare fumo, riscaldava la mistura di tabacco contenuta nel corpo della sigaretta, mistura che, al fine generare un aerosol di nicotina, conteneva oltre il 50% di glicerina. Nel 1989, dopo aver speso più di 325 milioni di dollari, la R.J. Reynolds tolse il Premier dal mercato pochi mesi dopo il suo lancio, anche in seguito al fatto che diverse organizzazioni raccomandarono alla Food and Drug Administration (FDA) statunitense di porre diverse restrizioni al suo commercio e utilizzo.
La tecnologia alla base del Premier fu comunque riutilizzata, con qualche innovazione, a metà degli anni novanta, quando la R. J. Reynolds lanciò sul mercato l'Eclipse che rimase disponibile al pubblico, sebbene in una produzione piuttosto limitata, fino al 2014. Nel 2015 il prodotto fu reimmesso sul mercato dalla Reynolds American, che nel frattempo aveva inglobato la R. J. Reynolds, con il nome di Revo, ma anche in questo caso il prodotto risultò essere un fiasco e fu ritirato dal mercato già nello stesso 2015.

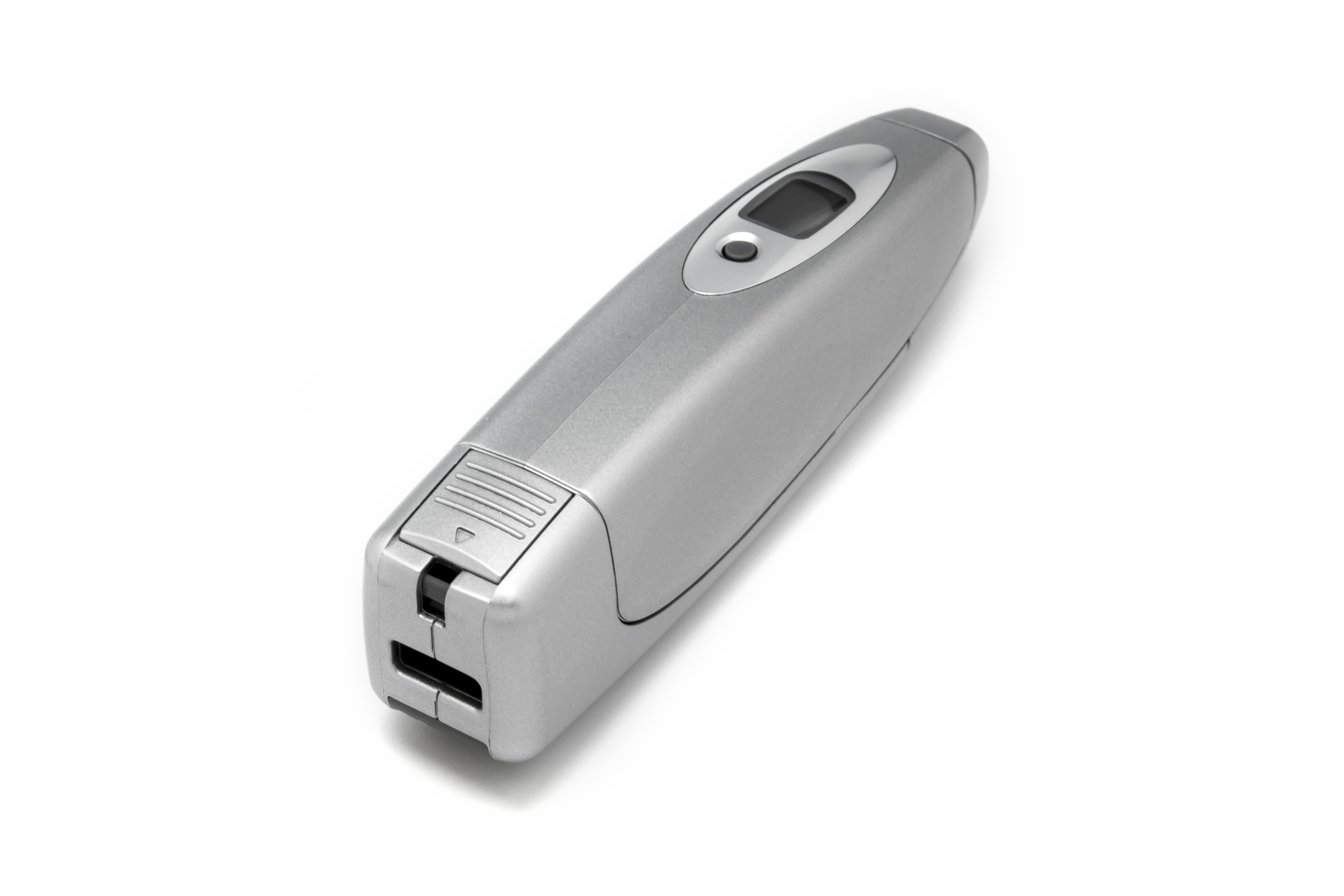
L'Heatbar, il dispositivo della PMI lanciato nel 2007, qui fotografato senza sigaretta inserita.

Nel 1998 la Philip Morris International (PMI) lanciò sul mercato, con il nome di Accord, una sigaretta che andava posta all'interno di un dispositivo a riscaldamento elettronico, un apparecchio a batteria delle dimensioni di un cercapersone. Una versione aggiornata del dispositivo fu lanciata nel 2007 sempre dalla PMI con il nome di Heatbar. L'Heatbar aveva le dimensioni all'incirca di un telefonino cellulare e, così come l'Accord, scaldava solo sigarette specificatamente progettate per essere utilizzate con esso, un sensore riconosceva infatti le dimensioni delle sigarette inserite e, in caso di mancata corrispondenza, non faceva partire il riscaldamento del dispositivo. L'unico beneficio dell'Heatbar era però solo quello di ridurre il fumo passivo e così il suo consumo, e conseguentemente la sua produzione, andarono a sparire. Sia l'Accord sia l'Heatbar possono essere considerati predecessori degli IQOS, gli attuali dispositivi a tabacco riscaldato non bruciato prodotti dalla PMI.
PMI prevede un futuro senza più sigarette tradizionali, ma la maggior parte degli analisti del settore è piuttosto scettica riguardo al fatto che le classiche sigarette saranno spazzate via dalle sigarette elettroniche o dai dispositivi HNB simili all'IQOS della PMI.

## Dispositivi
I diversi dispositivi in commercio utilizzano tutti sistemi in cui la mistura di tabacco non è bruciata ma i cui componenti vengono scaldati e aerosolizzati.

### 3T

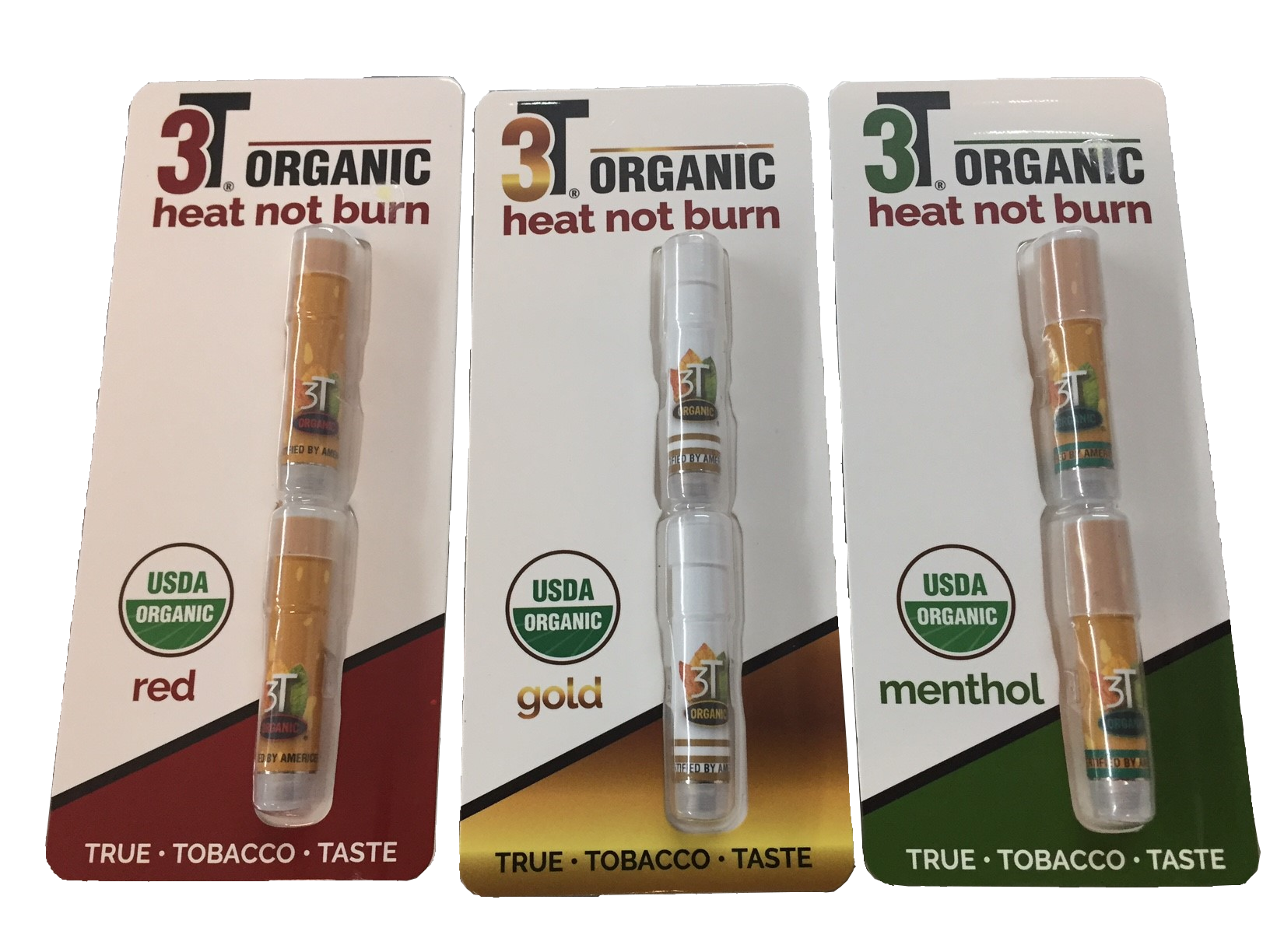
I prodotti 3T Organic red, gold e menthol.

Il 3T è stato lanciato nel dicembre 2014 dalla Vapor Tobacco Manufacturing. Il dispositivo impiega un sistema brevettato dalla VTM in cui i componenti del tabacco in forma liquida vengono mescolati in acqua e il liquido così ottenuto viene miscelato con della glicerina e aerosolizzato grazie a un sistema di riscaldamento elettronico.

### glo
Nel 2016, British American Tobacco (BAT) ha lanciato sul mercato glo. Dal suo esordio in Giappone, precisamente in Sendai, la sua diffusione è cresciuta fino a raggiungere la commercializzazione del dispositivo in 15 paesi.
Dopo la diffusione in Giappone, a maggio 2017 glo è stato lanciato nel mercato canadese col nome di i-glo per poi arrivare, nel 2018, anche in Italia con l'inaugurazione di uno store monomarca a Milano. 

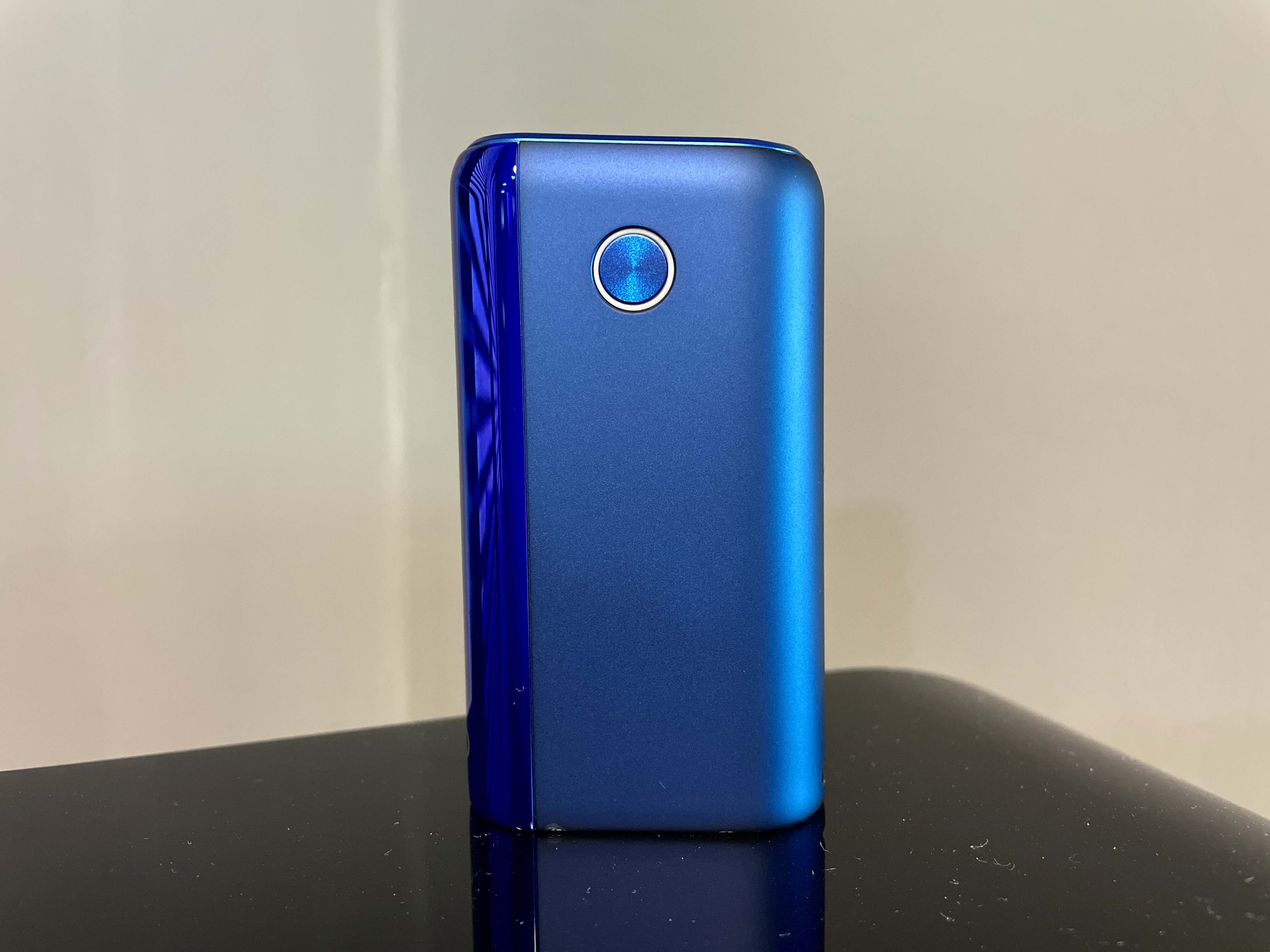
Riscaldatore di tabacco glo HYPER+ nella sua versione blu.

Il dispositivo è dotato dell'Induction Heating Technology, una tecnologia brevettata per la trasmissione di calore che, sfruttando lo stesso principio utilizzato per i piani di cottura, permette di scaldare il tabacco con un processo di induzione termica dall'esterno, in modo omogeneo e fino a 260 °C, senza bruciarlo. In questo modo non produce né fumo né cenere. Nonostante questa tecnologia riduca i rischi per la salute legati alla combustione delle sigarette tradizionali, gli studi effettuati dimostrano che anche i dispositivi per riscaldare il tabacco non ne sono privi.
Negli anni la ricerca tecnologica del brand ha promosso sul mercato diversi prodotti, fino ad arrivare all'ultimo dispositivo oggi presente sul mercato, glo HYPER+, il quale possiede anche due modalità, "Standard" e "Boost", che permettono d'utilizzare il riscaldatore a intensità differenti.

### IQOS

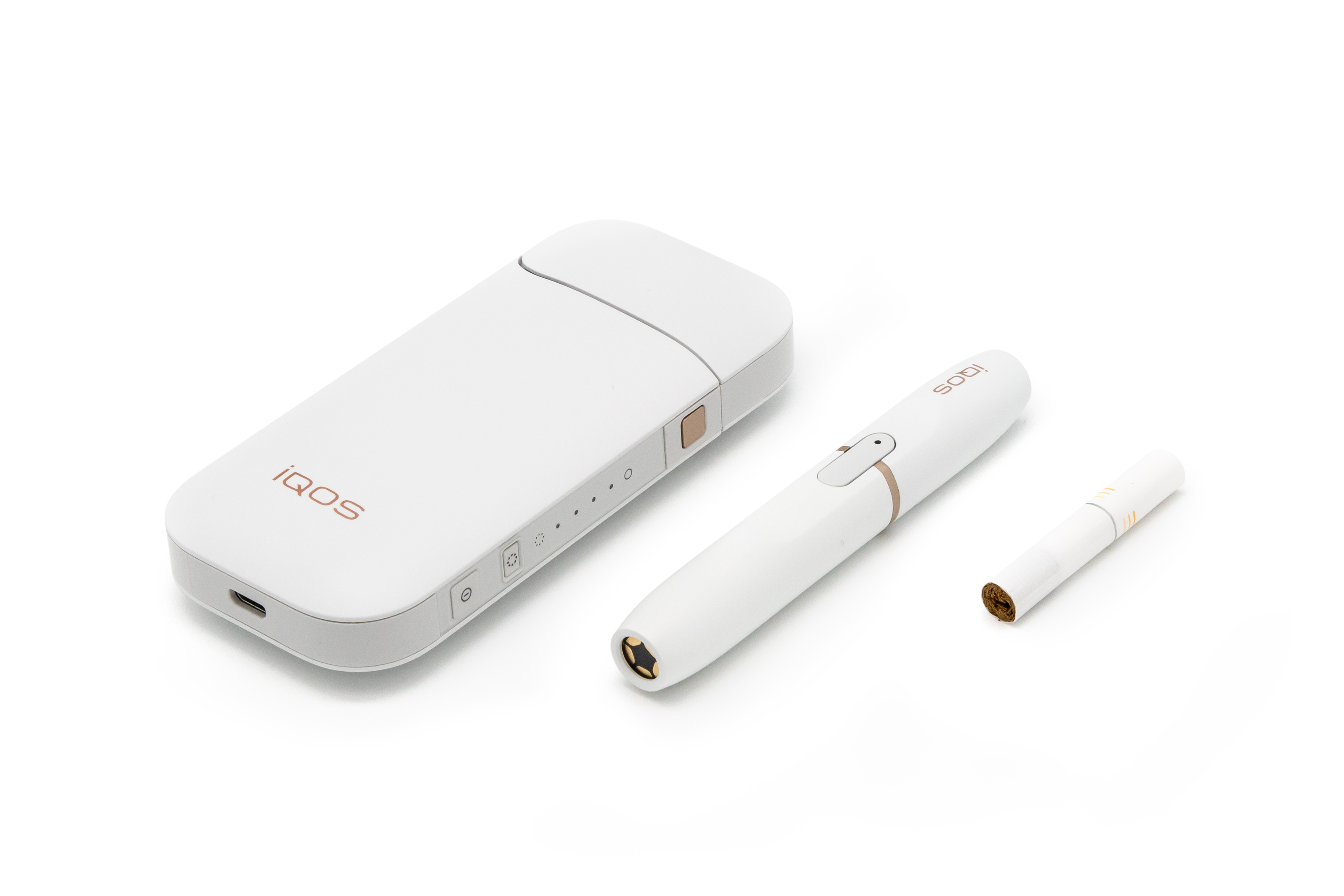
Il kit in vendita di IQOS, consistente in un caricatore, il dispositivo vero e proprio e uno stick di tabacco.

Il 26 giugno 2014 la Philip Morris International lanciò sul mercato il dispositivo IQOS (sotto i marchi Marlboro e Parliament) in Italia, Svizzera e Giappone, e successivamente lo introdusse gradualmente in altri paesi. Alla fine del 2016, il dispositivo era disponibile in una dozzina di paesi con previsioni di allargamento del mercato ad altri venti paesi ed incremento della capacità produttiva. Poiché la Philip Morris International ammette che l'utilizzo dell'IQOS dà dipendenza così come l'uso delle sigarette tradizionali, in ognuno di questi mercati, l'IQOS viene venduto con un messaggio di attenzione che ricorda come la migliore opzione sia evitare del tutto l'utilizzo dei prodotti del tabacco.
Al 2017, gli investimenti totali nello sviluppo e nella produzione dei prodotti IQOS hanno sorpassato i 3 miliardi di dollari. PMI ha inoltre deciso di produrre i dispositivi anche attraverso le sue sussidiarie; la Papastratos, ad esempio, una controllata greca della PMI, ha deciso di far ripartire un impianto di produzione di sigarette convertendolo però alla produzione di stick di tabacco da utilizzare con l'IQOS.
Il kit dell'IQOS è costituito da un caricatore tascabile delle dimensioni di un telefono cellulare e del dispositivo IQOS vero e proprio, delle dimensioni di una penna. Lo stick di tabacco monouso, disponibile nelle varietà classica, al mentolo e alla menta, il quale è stato già immerso, in fase di produzione, nel glicole propilenico, viene inserito dall'utilizzatore nel dispositivo che, grazie a una lamina di platino e ceramica e a un software che ne regola la temperatura, lo riscalda portandolo a una tempertaura di 350 °C.
Stando a quanto sostiene la PMI, l'IQOS non genera fumo per via del fatto che non avviene nessuna combustione ma solo un riscaldamento dello stick. Tuttavia, è noto che il fumo può essere prodotto anche senza fuoco e, anzi, diversi studi affermano che il fumo generato dall'iQOS contiene sostanze derivanti dalla pirolisi e della degradazione termogenica dei componenti dello stick uguali a quelle riscontrate nel fumo delle sigarette tradizionali.
Nel dicembre 2016, la PMI ha fatto richiesta alla FDA (Food and Drug Administration) statunitense perché autorizzi la vendita in quel mercato dell'IQOS come prodotto del tabacco a rischio modificato. Il 7 luglio 2020 la FDA ha autorizzato la commercializzazione del sistema IQOS come prodotto "ad esposizione modificata", sulla base delle evidenze disponibili, che indicano che il sistema, riscaldando il tabacco e non bruciandolo riduce la produzione di sostanze chimiche dannose e potenzialmente dannose; studi al riguardo hanno dimostrato che il passaggio completo dalle sigarette convenzionali al sistema IQOS riduce l'esposizione dell'organismo a sostanze chimiche dannose o potenzialmente dannose. Ciò non significa, precisa l'agenzia "che IQOS sia privo di rischi, né approvato dalla FDA".

### iSmoke OneHitter
L'iSmoke OneHitter della iSmoke è stato lanciato nel 2015. Il dispositivo è dotato di una camera che può contenere fino a 800 mg di tabacco e può essere utilizzato come un vaporizzatore di tabacco sfuso.

### Pax 2
La PAX Labs, precedentemente conosciuta come Ploom, è la produttrice dei vaporizzatori PAX. Nel 2010, quando ancora era in piedi una partnership con la Japan Tobacco, l'azienda ha lanciato Ploom, un dispositivo a butano usato per scaldare il tabacco e altri prodotti vegetali. I modelli sono stati oggetto di una graduale evoluzione e gli ultimi Ploom venivano riscaldati elettricamente piuttosto che a butano. Una volta terminato il sodalizio con la JT, l'azienda ha cambiato nome e ha lanciato sul mercato il Pax 2, che usa tabacco sfuso e la cui camera riscaldata, che può essere programmata a quattro temperature diverse, arriva fino a 235 °C.

### Ploom Tech
Nel gennaio la Japan Tobacco (JT) ha lanciato il dispositivo Ploom TECH, in cui un aerosol passa attraverso delle foglie di tabacco sminuzzate. Nel 2017 le vendite del dispositivo sono incominciate in Giappone e la JP ha dichiarato di aver intenzione di investire, entro la fine del 2018, oltre 500 milioni di dollari nell'ampliamento delle sue capacità di produzione di dispositivi a tabacco riscaldato non bruciato.

## Regolamentazione
Non esiste al momento nessuna regolamentazione internazionalmente condivisa sui prodotti a tabacco riscaldato non bruciato e molti paesi hanno affrontato la materia in maniera diversa. In Unione Europea, l'unica restrizione a questo tipo di prodotti è posta a quelli aromatizzati, che non si possono acquistare dall'ottobre 2023.
All'inizio del 2017 la vendita dell'IQOS era permessa in 20 paesi e, sebbene la pubblicità del dispositivo in sé non sia sottoposta alla Direttiva sui prodotti del tabacco emanata dall'Unione Europea nel 2014, lo è invece la pubblicità degli stick di tabacco da usare con esso.
Per citare altri esempi extraeuropei: in Israele il ministero della salute non ha posto nessun vincolo alla vendita dei prodotti a tabacco riscaldato non bruciato, mentre in Giappone sia il Ploom sia l'IQOS sono considerati come veri e propri prodotti del tabacco e la loro vendita è regolamentata di conseguenza, in Nuova Zelanda la vendita dell'IQOS è permessa ma il ministero della salute non ha autorizzato la vendita degli stick di ricarica, a Singapore tali dispositivi sono stati banditi del tutto e infine, in Corea del Sud, il ministero della salute e del welfare ha deciso di trattare i dispositivi elettronici che utilizzano tabacco secco alla stregua delle sigarette elettroniche.